# Dipartimento del Tanaro

Stemma di Asti sotto il periodo napoleonico

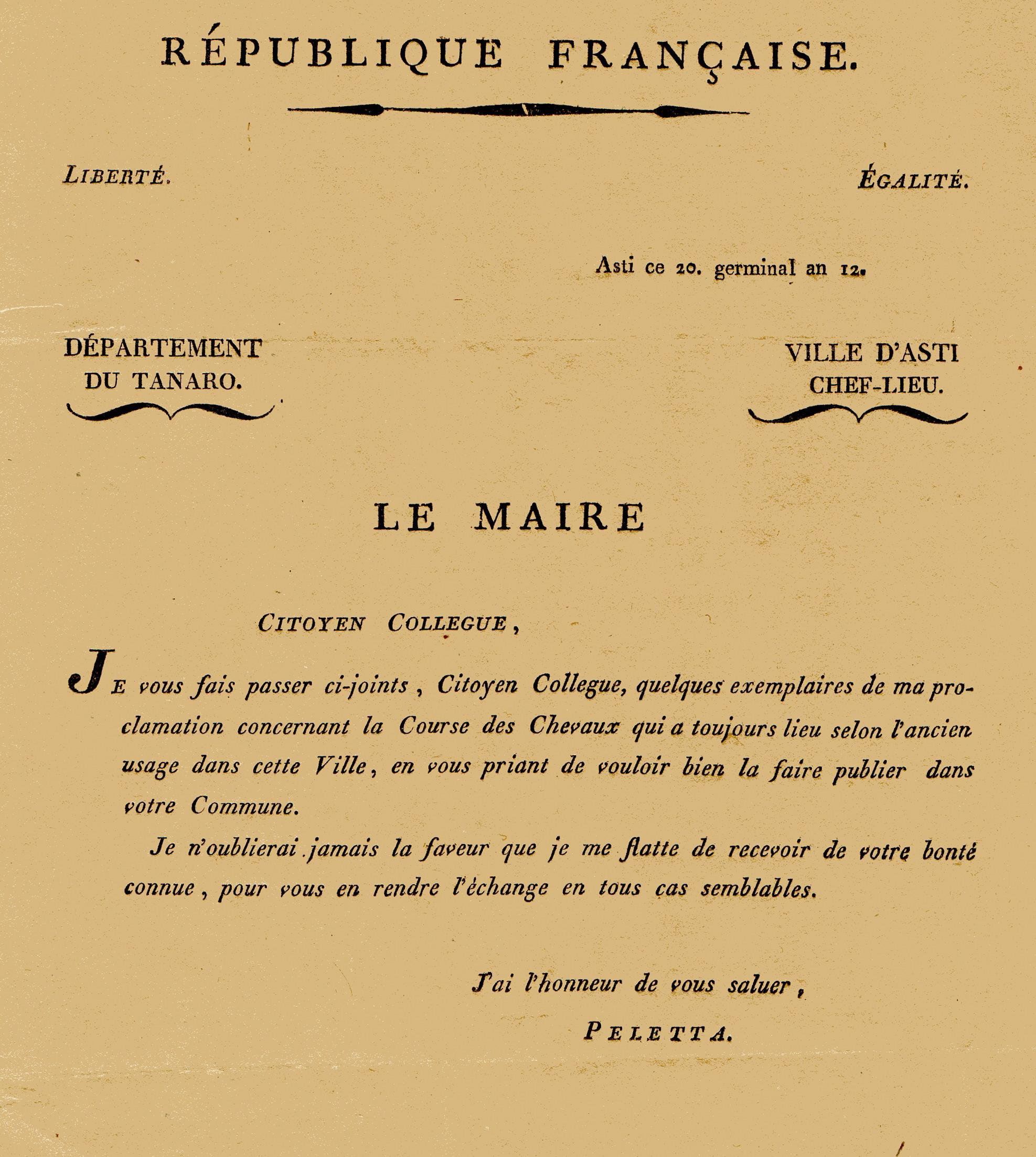
Comunicazione sulla corsa del Palio di Asti del dipartimento del Tanaro, del 10 aprile 1804 (20 germile anno 12)

Il dipartimento del Tanaro è un antico dipartimento francese esistito tra il 1801 e il 1805.

## Storia
Una prima versione del dipartimento fu ideata dal commissario politico Joseph Musset all'atto del suo insediamento a Torino il 2 aprile 1799 e avrebbe dovuto comprendere, oltre al capoluogo Alessandria, i circondari di Asti, Casale Monferrato, Tortona, Voghera e Bobbio, ma non riuscì ad essere concretamente attuato poiché il mese successivo le truppe imperiali austriache invasero il territorio occupandolo totalmente nel giro di tre settimane.
Il dipartimento successivo fu invece creato il 24 aprile 1801 per organizzare il territorio ex sabaudo in seguito all'asservimento della Piemonte all'amministrazione militare della Francia.
Derivante il nome dal fiume Tanaro, il dipartimento aveva per capoluogo Asti ed era diviso in tre arrondissement divisi a sua volta in tredici cantoni:
Asti, San Damiano, Canelli, Portacomaro, Rocca d'Arazzo, Mombercelli, Montafia, Castelnuovo, Cocconato, Costigliole, Villanova, Montechiaro, Tigliole
Dalla prefettura di Asti dipendevano le sotto prefetture di:
- Acqui,
- Alba,
- Bra
- Villanova d'Asti

Il primo prefetto del dipartimento fu Giulio Robert, ex deputato della Repubblica Cisalpina, che si stanziò presso palazzo Roero di Di Monteu in piazza San Martino
Il 6 giugno 1805, in seguito all'annessione della Liguria, il dipartimento fu soppresso e il suo territorio ripartito tra quelli di Marengo, di Montenotte e della Stura.
A questo proposito alcuni studiosi, ipotizzano che la retrocessione della città a semplice capoluogo del circondario di Marengo, fu a causa della popolazione astigiana, saldamente legata alla casa Savoia che non vide mai di buon occhio la presenza francese in Italia.
Il sacerdote Stefano Giuseppe Incisa, il 29 aprile 1805 nel suo diario giornaliero "Il giornale di Asti" scritto a cavallo del XVIII e XIX secolo, così descrisse l'arrivo di Napoleone Bonaparte ad Asti con un'accoglienza tutt'altro che calorosa:
« Io l'ho visto pochi passi lontano. Ha statura mezzana, faccia giallastra ed abbronzata, occhi sempre in moto che non pare tranquillo, chioma cortissima che in fronte scende a ciuffo, aria così tetra e rabuffata da incutere paura, cosicché se a me venisse da trovarmi solo in una strada remota ad ora pericolosa, mi farei il segno della croce e a Dio mi raccomanderei. Parla male l'italiano benché corso; va ordinariamente vestito assai succinto con cappello di poco valore e calzoni molto alti, con le mani quasi sempre dentro di essi, sconciamente. »
Dopo pochi mesi Asti perse il suo dipartimento.